# Croque-midi
Pour les articles homonymes, voir Croque.
Croque-Midi est une émission télévisée de divertissement luxembourgeoise créée par Thérèse Leduc et animée par Valérie Sarn chaque midi du lundi au vendredi de septembre 1981 à juillet 1983 sur Télé Luxembourg, puis RTL Télévision. 

Après avoir été interviewé l'année précédente dans l'émission en tant que comédien, Claude Rappé est engagé comme présentateur à partir du 12 septembre 1982 aux côtés de Michèle Etzel.

## Principe de l'émission
Le programme mêlait entretiens avec des invités, chansons et jeux avec la diffusion de dessins animés.
Il était interrompu en son mitan par la diffusion d'un feuilleton. 